# Morbus hungaricus

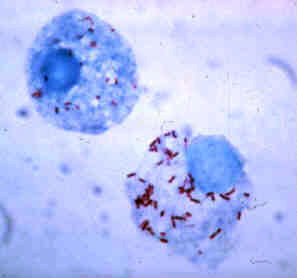
Rickettsia rickettsii sejtparazita

A Morbus hungaricus latin kifejezés, jelentése magyar betegség, magyar kór.

## Eredeti jelentése
Az elnevezést eredetileg Johannes Eichmann Dryander (1500–1560) marburgi orvos használta az 1556-ban Magyarországon állomásozó császári katonák között pusztító betegségre, bár más források szerint már egy 1547-ben megjelent művében is használta az elnevezést. Ez a kór pedig a ruhatetű, a szennyezett ivóvíz és egyéb fertőző anyagok által terjedő élősködő, a rickettsia sejtparazita (Rickettsia prowazekii) okozta járvány, a kiütéses tífusz volt.

## AMorbus hungaricusmint tbc
A későbbiekben azonban egy másik betegség, a gümőkór, vagyis a tuberkulózis (tbc) elnevezéseként volt használatos. A 19. század végétől a második világháború végéig az akkori Magyarország területén a szegénység, a demográfiai mozgások, a  nyers tej fogyasztása és a háborúskodás kedvezett a tuberkulózis terjedésének. Az alattomosan lappangó kór népbetegségként jelentkezett, és sok embert megfertőzött. Ekkor honosodott meg a Morbus hungaricus elnevezés mint a gümőkór szinonimája. Az elnevezésnek ezt a jelentését Győry Tibor orvos, orvostörténész (1869–1938) tisztázta 1900-ban megjelent Morbus hungaricus című munkájában.
A szocialista korszakban bevezetett rendszeres tüdőszűréssel, valamint a BCG védőoltással sikerült felszámolni a betegséget. Bár ezen védőoltás használatát sok országban már csak specifikus csoportoknak ajánlják orvosi vélemény alapján (például a gyerekeknek és a fertőzésnek kitett orvosoknak), Magyarországon és sok más országban is mai napig a kötelező védőoltások közé tartozik.
A gümőkór a szegénység betegsége; az úgynevezett gulyáskommunizmus a javuló élelmezéssel nagyban hozzájárult a visszaszorításához. 1953 és 1985 között az új betegek száma 370:100 000-ről 36:100 000-re, tehát az egytizedére csökkent, így az 1980-as évek elejére a tuberkulózis Magyarországon elvesztette népbetegség-jellegét.